# Kliestow
Kliestow (Anhörenⓘ) ist ein Ortsteil der kreisfreien Stadt Frankfurt (Oder).

## Geographie

### Geographische Lage
Kliestow liegt vier Kilometer nordwestlich der Stadt Frankfurt (Oder), zwischen dem Ostrand des Landes Lebus, der Oderniederung und dem Gebiet der Booßener Teiche, etwa 80 km östlich von Berlin.

### Nachbargemeinden
Westlich von Kliestow liegt Booßen, ein Ortsteil von Frankfurt (Oder). Im Norden grenzt das Amt Lebus an. Im Osten wird Kliestow vom Lauf der Oder begrenzt, deren Mitte die Grenze zu Polen markiert. Im Süden grenzt Kliestow an Frankfurter Stadtteile Lebuser Vorstadt, Hansaviertel und Klingetal.

### Ortsgliederung
Zum Ort gehört die Siedlung Hexenberg, die etwa 800 m nördlich von Kliestow liegt.

### Größe
Kliestow ist zum Jahresende 2010 drittgrößter Ortsteil von Frankfurt (Oder). Von den 1105 Einwohnern waren 553 weibliche gemeldet. 2005 hatte Kliestow noch 1.194 Einwohner.

## Feuerwehr
Die Freiwillige Feuerwehr Kliestow wurde 1885 gegründet. Sie besitzt zwei Fahrzeuge, ein TLF 20/25 und ein HLF 20/16. Es gibt eine Jugendfeuerwehr mit neun Mitgliedern (Stand: 2011).

## Geschichte
Die Geschichte Kliestows beginnt mit der Besiedlung im 8./9. Jahrhundert bis hin zur Ostkolonisation im 12. Jahrhundert durch slawisch-wendische Stämme. Flurbezeichnungen wie Wendischer Hof, eine ehemalige Siedlung, wie auch Kleine Kliestow (Einödshof) am Triftweg erinnern an slawische Besiedlung.
Die Slawen bauten im 9./10. Jahrhundert drei Kilometer nördlich von Kliestow eine Wallburg, die im 10. Jahrhundert durch eigene Hand einem Brand zum Opfer fiel. Aufgrund der bei Ausgrabungen gefundenen Tongefäße werden die Liutizen oder die Wilzen als Erbauer der Burg angesehen.
Inwiefern der slawische Burgwall bei Kliestow zum Ort selbst gehörte oder ein Teil der Burg in Lebus war, ist nicht zweifelsfrei geklärt. Der Grundriss der Burg unterscheidet sich jedoch wesentlich von den nahe gelegenen Volksburgen Reitweiner Wallberge und Burgwall Lossow, bei denen der gesamte Innenraum mit Häusern bebaut war.
Der Name des Ortes ist vielleicht auf den früher östlich gelegenen Kliester See (auch Kliestsee genannt) zurückzuführen. Zur Unterscheidung vom Hof „Klein Kliestow“ (später „Wendischer Hof“) wurde er auch Groß Kliestow genannt. Der östlich vom alten Wendischen Hof gelegene See war 1926 nur noch als tief gelegene, bei hohem Wasserstand der Oder überschwemmte Wiesenfläche erkennbar. Heute befindet sich dort ein großes Schilfgebiet.
Der Wendische Hof oder Klein Kliestow ist nach dem Erwerb durch Kliestow im Jahre 1510 in der Feldmark von Kliestow aufgegangen und wurde nicht wieder besiedelt.
Die erste urkundliche Erwähnung des Ortes als ville clistow stammt aus dem Jahr 1320. Herzog Rudolf von Sachsen beschenkte die Stadt Frankfurt mit dem Dorf Cliestow. Er führte seit dem Tod des brandenburgischen Markgrafen Waldemar die Regierung zunächst für die Witwe und später als anmaßlicher Erbe. Mit seinem Geschenk wollte er sich die Freundschaft und Unterstützung der Frankfurter sichern. Aber schon 1338 war Bischof Stephan II. von Lebus der Besitzer des Dorfes.
Frankfurt hatte lange Zeit wegen der Zerstörung der bischöflichen Stadt Göritz (heute Górzyca) unter dem Bann des Bischofs gestanden. Als sich die Stadt mit dem Bischof aussöhnte, wollte sie ihm als Sühne die Marienkirche als bischöfliche Kathedrale einräumen. Das verhinderte aber der Kaiser, der das Patronat an dieser Kirche dem Landesherren vorbehalten wissen wollte. Stattdessen trat nun die Stadt den größten Teil des Dorfes Cliestow an den Bischof ab.
Im Jahre 1527, an der Schwelle der neuen Zeit (Reformation), als die Macht des Bischofs ins Wanken geraten war, weigerte sich der Rat, dem Bischof wie Untertanen den Lehnseid zu schwören. Man rief deshalb den Kurfürsten an. Dieser bestimmte, das ganze Lehen gegen eine Zahlung von 300 Gulden der Stadt zu überlassen. Das Domkapitel gab dazu aber nicht die Zustimmung. 1528 wurde bestimmt, dass von jetzt an zwei Ratsmitglieder das Lehen übernahmen. Diese mussten einen Eid auf den Landesherren und die Stadt leisten. Der Bischof verzichtete auf die Anrede an die Frankfurter als „liebe Getreue“. Von dieser Zeit an wechselte Cliestow sehr oft den Besitzer (Lehnsherren).
1589 wurde Cliestow für 4.380 Taler an Liborius von Schlieben verkauft. Das Gut blieb in dieser Familie bis 1706. Dann kaufte es die Stadt Frankfurt für 24.000 Taler zurück. Während des Dreißigjährigen Krieges hatte Cliestow sehr gelitten. Das Dorf wurde total zerstört. Die aus Granit gebaute Kirche überstand als einziges Gebäude diese Zeit. Die Raub- und Plünderungszüge führten im Jahre 1633 zur Einäscherung des Dorfes. Erst 1639 wurde ein Teil des Kirchenackers wieder bestellt, der größere Teil allerdings erst 1651, nachdem er 1650 gerodet wurde.
Ab 1759 war ein gewisser Hückel Pächter. Er übernahm schließlich das Gut in Erbpacht. Die Herrlichkeiten aber blieben im Besitz der Stadt, wie zum Beispiel die Gerichtsbarkeit und die Steuern. In der Familie Hückel blieb das Gut bis 1854. In diesem Jahr übernahm den Besitz die Familie Scherz, die es dann bis zur Bodenreform 1945 behielt.
Der Ort lag noch kurz vor Beendigung des Zweiten Weltkrieges wochenlang an der Oderfront. Am 5. Februar 1945 mussten alle Kliestower den Ort vor der vorrückenden Front verlassen. Kliestow war in jenen Tagen fast leer und nur zögernd kehrten die Flüchtlinge zurück.
Als erste Reform nach dem Zusammenbruch des Dritten Reiches erfolgte die Landreform. Im Zuge dessen wurde 1945 auch die Familie Scherz enteignet, die fast 500 Hektar Land besaß.
1947 wurde Kliestow nach Frankfurt (Oder) eingemeindet.
In der zweiten Hälfte des 19. Jahrhunderts begann man in Kliestow Braunkohle im Tagebau zu fördern. Der Kohleabbau endete 1925 mit der Schließung der Grube „Vaterland“. Eigens für den Transport der Kohle erhielt Kliestow Anschluss an die Preußische Ostbahn mit einem Bahnhofsgebäude an der Berliner Chaussee, das heute als Wohnhaus dient. Der Bahnhof „Grube Vaterland“ erhielt am 15. November 1934 die Bezeichnung „Kliestow (Kreis Lebus)“. Nördlich des Gebäudes erkennt man heute noch den Bahndamm. Die Schienen wurden jedoch nach 1945 abmontiert und als Reparationen in die Sowjetunion verbracht. Die Strecke ermöglichte insbesondere während des Zweiten Weltkrieges eine direkte Verbindung von Frankfurt (Oder) nach Küstrin (heute Kostrzyn nad Odrą). In der Nähe von Wilhelmshof und der Wüste Kunersdorf befand sich der Anbindungspunkt an die über Booßen nach Lebus führenden Bahngleise. Eine alte Backsteinbrücke (in der Nähe des Gutsparks) und mit Kopfsteinen gepflasterte Abschnitte des Bahndamms, bei denen es sich um Bahnübergänge handelte, sind bis heute erhalten.

## Siedlungen und Wohnanlagen

### Der Hexenberg
Die Herkunft des Namens ist nicht geklärt. Die Siedlung entstand Anfang 1950 für diejenigen, die im Rahmen der Bodenreform Land erhielten. Der ursprüngliche Name dieses Gebietes war „Am Weiler“; bis auf eine große Scheune stand dort nichts. Der Name „Am Weiler“ rührt von einem in der Nähe der heutigen Siedlung gelegenen zeitweilig Wasser führenden kleinen See am ehemaligen Bahndamm. Nach starken Regenfällen findet man diese Stelle noch heute.

### Wohnanlage am Frankfurt Weg
Anfang der 1980er Jahre errichteten die LPG und die GPG zwischen der Berliner Chaussee und dem Gutspark eine Wohnanlage für ihre Mitglieder. Die Grundstücke haben alle die gleiche Größe und die einstöckigen unterkellerten Häuser mit Garage sind alle baugleich. Errichtet wurden die Häuser von Gefangenen.

### Wohnanlage Sonnenhang
Die Mitte der 1990er Jahre am östlichen Ortsrand in der Nähe des sogenannten Kohlenbergs von der Firma Westphalbau errichtete Wohnanlage besteht aus Reihen- und Einfamilienhäusern. Dort wohnt auch der Boxstar Axel Schulz. Einst befanden sich hier ein Möbellager und der dazugehörige Löschwasserteich, der im Zuge der späteren Errichtung eines Einfamilienhauses zugeschüttet wurde.

## Historische Bauwerke und Gebäudes

### Dorfkirche Kliestow

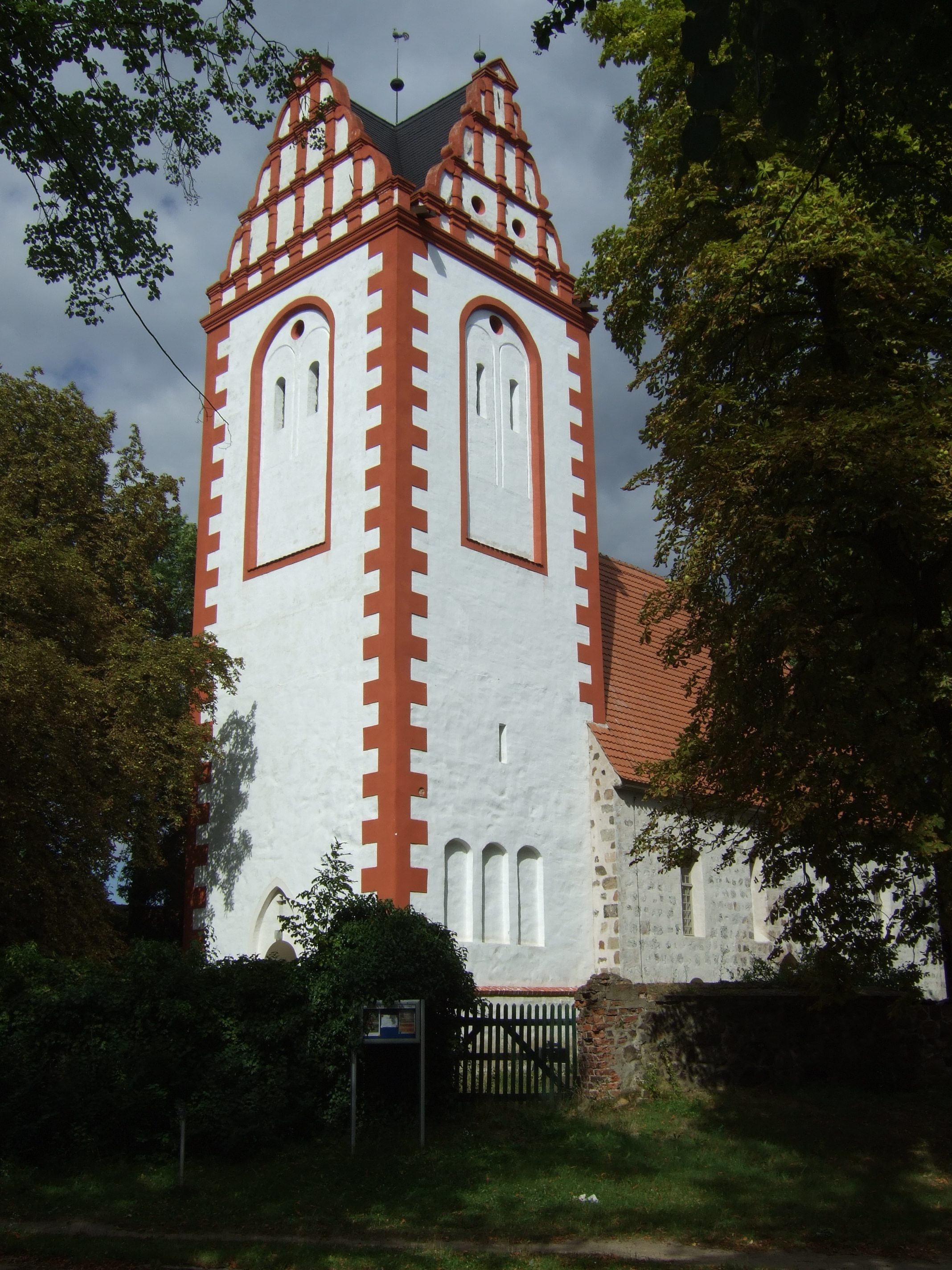
Kliestower Kirche

Die evangelische Kirche steht nördlich der platzartig erweiterten Kreuzung der Straßen Lebuser Straße, Winkelweg und Sandfurt auf einer plateauartigen Erhebung. Der Kirchhof nimmt das Plateau ein und ist im Westen und im Süden teilweise mit einer Feldsteinmauer begrenzt. Es handelt sich um den am wenigsten veränderten Kirchhof in den eingemeindeten Frankfurter Dörfern, da er nicht allein in der Fläche erhalten ist, sondern auch seinen alten Baumbestand besitzt und eine Reihe historischer Grabmäler aufweist. Dazu gehören mehrere, zum Teil umgestürzte spätklassizistische Stelen-Grabmäler aus Sandstein und neugotische Gusseisenkreuze. Der Friedhof wurde 1728 geschlossen. Das Kirchengebäude steht unter Denkmalschutz.

#### Das Kirchenschiff
Das Kirchenschiff ist ein frühgotischer Feldsteinbau und wurde in der zweiten Hälfte des 13. Jahrhunderts errichtet. Der Saalbau hat im Innern einen quadratischen Grundriss. Die Decke ist flach. Die Außenwände des Schiffs bestehen aus sorgfältig bearbeiteten, sauber geschichteten Feldsteinen. Die untersten Lagen sind durch Verwendung größerer Steine als Sockel gekennzeichnet. Der Fugenmörtel war ursprünglich nach unten geglättet. Die im Bereich des Südportals gut erhaltene Quaderung durch erhabene weiße Bänder gehört zu einer zweiten mittelalterlichen Fugenfassung. Aus der Erbauungszeit erhalten sind zwei frühgotische Lanzettfenster und ein spitzbogiges Portal mit abgetrepptem, spitzbogigem Gewände mit Kämpfern aus Platte und Kehle an der Südseite. Ebenfalls aus der Entstehungszeit stammt eine Gruppe aus drei Fenstern an der Ostseite aus hohen, sehr schmalen Öffnungen mit konischen Laibungen und spitzbogigen Laibungskanten. Der Westgiebel scheint ursprünglich sichtbar gewesen zu sein, da seine Westseite eine Mauerschale aus sorgfältig bearbeiteten Feldsteinen besitzt, während er zum Dachraum hin kleinere, kaum oder unbearbeitete Steine zeigt. Die Dachkonstruktion ist der des Turmes sehr ähnlich. Wie der Turm hat auch das Dach des Schiffs eine starke Neigung. Hier sind es etwa 60°. Auch das karniesförmig profilierte Traufgesims im Format ca. 29 × 13–13,5 × 7,5–9 cm spricht dafür, dass das Schiffsdach in der zweiten Turmbauphase bis 1612 erneuert wurde. Da die östliche Abwalmung des Daches nachträglich erfolgte, besteht die Möglichkeit, dass auch das Schiff ehemals mit einem Renaissancegiebel abschloss. Die Dachkonstruktion besteht aus Sparren mit Windverband, liegendem Stuhl mit Spannriegeln und aufgeblatteten Kopfstreben sowie zwei Kehlbalkenlagen mit einem dazwischen eingezogenen, aufwändigen Mittellängsverband. Während des Dreißigjährigen Krieges wurde 1631 das Dorf von schwedischen Truppen geplündert und zerstört, danach von russischen und österreichischen Truppen. Nur die Kirche überstand trotz einiger Beschädigungen. Zu unbestimmter Zeit erhielt das Schiff an der Südseite zwei, an der Nordseite vier größere Flachbogenfenster. Die halbkreisförmigen Öffnungen unter den westlichen Fenstern der Längsseiten stammen wohl aus dem 19. Jahrhundert. Zu Ende des Zweiten Weltkriegs 1945 war das Schiff an Dach und Decke beschädigt. 1949–50 wurden die unmittelbaren Kriegsschäden an Dach und Decke behoben. 1955 erfolgte eine Renovierung des Innenraums. 1994 wurde das Dach instand gesetzt und neu eingedeckt. Ende der 1990er Jahre wurde ein neuzeitlicher Eingangsvorbau an der Südseite abgerissen. Nach Abriss weiterer neuzeitlicher Anbauten und Freilegung der vermauerten ursprünglichen Fenster wurde die Fassade des Schiffs an der Süd- und Ostseite 2001 mit einer egalisierenden Schlämme versehen.

#### Der Kirchturm
Der untere Teil des in die Westfassade eingezogenen Turmes entstand im 15. Jahrhundert. Dort besteht er aus unregelmäßigem Feldsteinmauerwerk mit stellenweiser Verwendung von Backstein. An seiner Südseite außen sowie im Inneren sind flachbogige Nischen ausgespart. Anders als in Booßen oder Güldendorf wurde der Kliestower Turm als vom Schiff unabhängige Konstruktion begonnen. Seine Ostmauer sollte auf einem kräftigen Bogen westlich des Schiffsgiebels aufsitzen. Das ist im ersten Turm-Obergeschoss sichtbar. Nach Vollendung dieses Bogens scheint der Bau liegengeblieben und erst in der zweiten Hälfte des 16. Jahrhunderts weitergeführt worden zu sein. Das ist an einer horizontalen Baufuge unterhalb der Decke des ersten Turm-Obergeschosses zu sehen. Der obere Teil des Turms aus Backsteinen mit Renaissancefassade wurde 1580 zugefügt. Das Mauerwerk besteht hier aus Backstein im Format von 28–28,5 × 13–14 × 8–9 cm in unregelmäßigen Läufer- und Binderlagen. Die Ostmauer des Turmoberteils steht im Wesentlichen auf dem Westgiebel des Schiffs und nur mit den seitlichen Vorsprüngen ihrer großen Nische auf der Mauerkrone des Turmunterteils. Die schon in der spätmittelalterlichen Bauphase angelegten Nischen in der Nord-, West- und Südwand erhielten flachbogige Abschlüsse über Kämpferabsätzen. Oberhalb der Decke zum zweiten Geschoss ist der Turm innen und außen mit hohen, geschossübergreifenden Flachbogennischen versehen, deren Laibungen innen konisch verlaufen und außen abgefast sind. Im oberen Teil enthielten diese Nischen ursprünglich je zwei große flachbogige Schallöffnungen über schlanker Mittelstütze und im Bogenfeld einen kleinen Okulus. Oberhalb eines karniesförmigen Gesimses schließt der Turm mit zwei steilen, einander durchdringenden Satteldächern zwischen Renaissancegiebeln ab. Deren mehrzonige Gliederung besteht aus Pilastern, verkröpften Gesimsen, seitlichen Volutenspangen und flachem bekrönenden Dreiecksgiebel. Die ehemals vorhandene Glocke stammte aus dem Jahr 1612. In diesem Jahr wird vermutlich auch der Turm vollendet worden sein. Eine Konstruktion aus Ständern, Rähmen, aufgeblatteten Riegeln und Streben im Glockengeschoss parallel zur Wand scheint aus der Renaissance-Bauphase zu stammen. Der Glockenstuhl selbst scheint später entstanden zu sein. Das Kreuzsatteldach enthält trotz umfangreicher Auswechslungen mutmaßlich noch immer viel originale Substanz. Innerhalb des Mittellängsverbandes werden Andreaskreuzen, was an die Konstruktion an des Dachs des Kirchenschiffs erinnert. Auch die sehr steile Dachneigung ist beiden gemein. Der Turm hat Dachneigungen von etwa 65°. Spätestens bei einer für 1747 bezeugten Renovierung des Turms vermauerte man dessen große Schallöffnungen. Bei einer Turminstandsetzung 1899 wurde das Mauerwerk ausgebessert und verankert und der Westgiebel aus gelblichen Ziegeln neu aufgemauert. 1933 erhielten drei der vier Giebel eine Zementschlämme und einen grüngrauen Anstrich. Die Gestaltung des Westportals mit spitzbogiger Putzfasche und Kreuzblende im Bogenfeld könnte auf diese Renovierung zurückgehen. Die zu Ende des Zweiten Weltkriegs 1945 vorbereitete Sprengung des Turms unterblieb. 1997 wurden Turmdach, Turmgiebel und der Glockenstuhl renoviert. 1998–2001 erhielt der Turm eine an der zweiten nachweisbaren Fassung orientierte Farbgebung. Dabei wurden die Mauerflächen des Schafts und die Rücklagen der Giebel weiß, die Eckquaderung und die Gliederungen hingegen rot gestrichen.

#### Die Ausstattung
In der Kirche befindet sich ein spätklassizistischer Altaraufsatz aus dem Jahre 1850 mit Christus am Marterpfahl. Auch die Kanzel ist spätklassizistisch.
Von der Decke hängt ein Taufengel extrem steil mit dem Kopf Richtung Boden. Er hielt ursprünglich etwas in der rechten erhobenen Hand, vielleicht ein Spruchband. In der linken Hand hält er eine kleine profilierte Muschelschale. Die einfache, etwas grobkantige Schnitzarbeit deutet auf einen handwerklichen, regionalen Schnitzer vom Anfang des 18. Jahrhunderts hin. Der Engel hängt an seinem ursprünglichen Platz, die frühere Hängevorrichtung aus Seil, Rolle und einem mit Steinen beschwerten Holzkasten ist nicht erhalten. Die heutige ungewöhnliche Aufhängung besteht aus zwei Ketten, die unabhängig voneinander durch zwei Öffnungen in der Decke geführt werden. Mit Hilfe von Splinten auf dem Dachboden kann die Höhe des Engels verstellt werden. Die jetzige Farbfassung des blauen Gewandes mit vergoldeten Säumen und die Vergoldung der Flügel ist in den 1960er Jahren ausgeführt worden. Die bereits vorhandenen Wurmlöcher wurden dabei überdeckt. Darunter ist vermutlich die ältere Bemalung erhalten. Die durch den früheren Schädlingsbefall Holzsubstanz beträchtlich geschwächt.
1715/16 erhielt die Kirche eine Orgel für 60 Taler. Nach dem Siebenjährigen Krieg mussten 1767 erhebliche Schäden behoben werden. Weitere Schäden traten während der Napoleonischen Kriege auf. Die heutige Orgel wurde 1819/20 von dem Orgel- und Instrumentenbauer Carl Friedrich Baltzer (1778–1849) aus Frankfurt (Oder) gefertigt, ursprünglich ohne Pedal. Ende des 19. Jahrhunderts wurde die Gehäuserückwand entfernt und ein Pedalwerk hinzugefügt. 1978 überholte Ulrich Fahlberg aus Eberswalde die Orgel. Er ersetzte Principal und Salicional 8' durch Gemshorn 2' und Quinte 1 1/3' und ergänzte eine Pedalkoppel.
| I Manual C–c3 |     |
| Gedackt       | 8′  |
| Principal     | 4′  |
| Flöte         | 4′  |
| Gemshorn      | 2′  |
| Quinte        | 1⅓′ |
| Mixtur        | 3f. |

| Pedal C–d1 |     |
| Subbass    | 16′ |
| Violon     | 8′  |

- Koppel: I/P

An der Südseite des Kirchenschiffs erhebt sich eine Empore aus dem 17. Jahrhundert, die von zwei bemalten Schlangensäulen gestützt wird. In der Mitte der Brüstung der Empore befindet sich ein geflügelter Engelskopf. Die Brüstungsfelder sind mit geschnitzten Akanthusblättern umrahmt. In den Feldern wurden in den 1920er Jahren Inschriften zum Gedenken an Gefallene des Ersten Weltkrieges angebracht.
Im Turm der Kirche hängt ein Geläut aus zwei bronzenen Glocken. Eine Glocke wurde 1704 von Georg Hoffmann aus Frankfurt (Oder) gegossen. Die andere 1934 von der schwedischen Glockengießerei M & O Ohlsson mit Zweigbetrieb in Lübeck.

### Evangelisches Gemeindehaus (ehemalige Schule) und Turnhalle

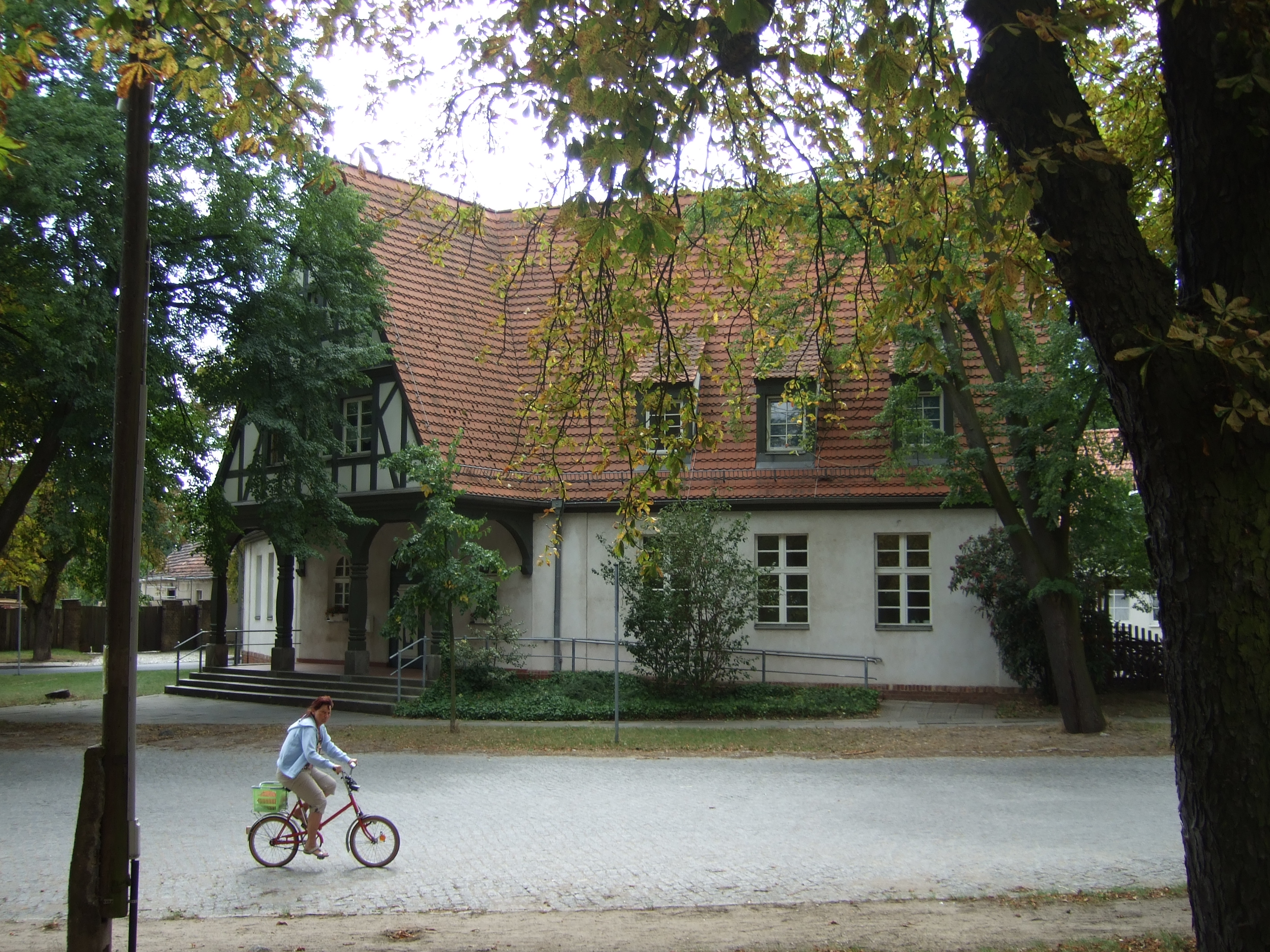
Ehemaliges Gemeindehaus und Schule

Nach einem Entwurf von Curt Steinberg entstand 1913 der zweiflüglige, eingeschossige Putzbau über V-förmigen Grundriss mit einem hohen Satteldach und Fachwerkgiebel. Es diente als Gemeindehaus der evangelischen Kirchengemeinde Kliestow. Auf dem Balken der Vorlaube finden sich die Inschriften „Erbaut zum Besten der Gemeinde“ und „Der Herr segne deinen Ausgang und Eingang“. Ursprünglich befanden sich im Inneren rechts und links eines Mittelflures zwei große Räume. Der Gemeindesaal wurde nach dem Ersten Weltkrieg unter anderem als Dorfschule genutzt. Im Dachgeschoss wurden Wohnräume für die Lehrer eingebaut. Nach 1945 diente das Gebäude als Gemeindeschwesternstation und als Kindergarten. Nach 1984 stand es leer und wurde 1993 rekonstruiert und zu einem Wohnhaus für Behinderte umgebaut. Heute wird das Gebäude als Wohnstätte des Wichernheim Frankfurt an der Oder e. V. für behinderte Menschen genutzt.

### Gutshaus mit Park

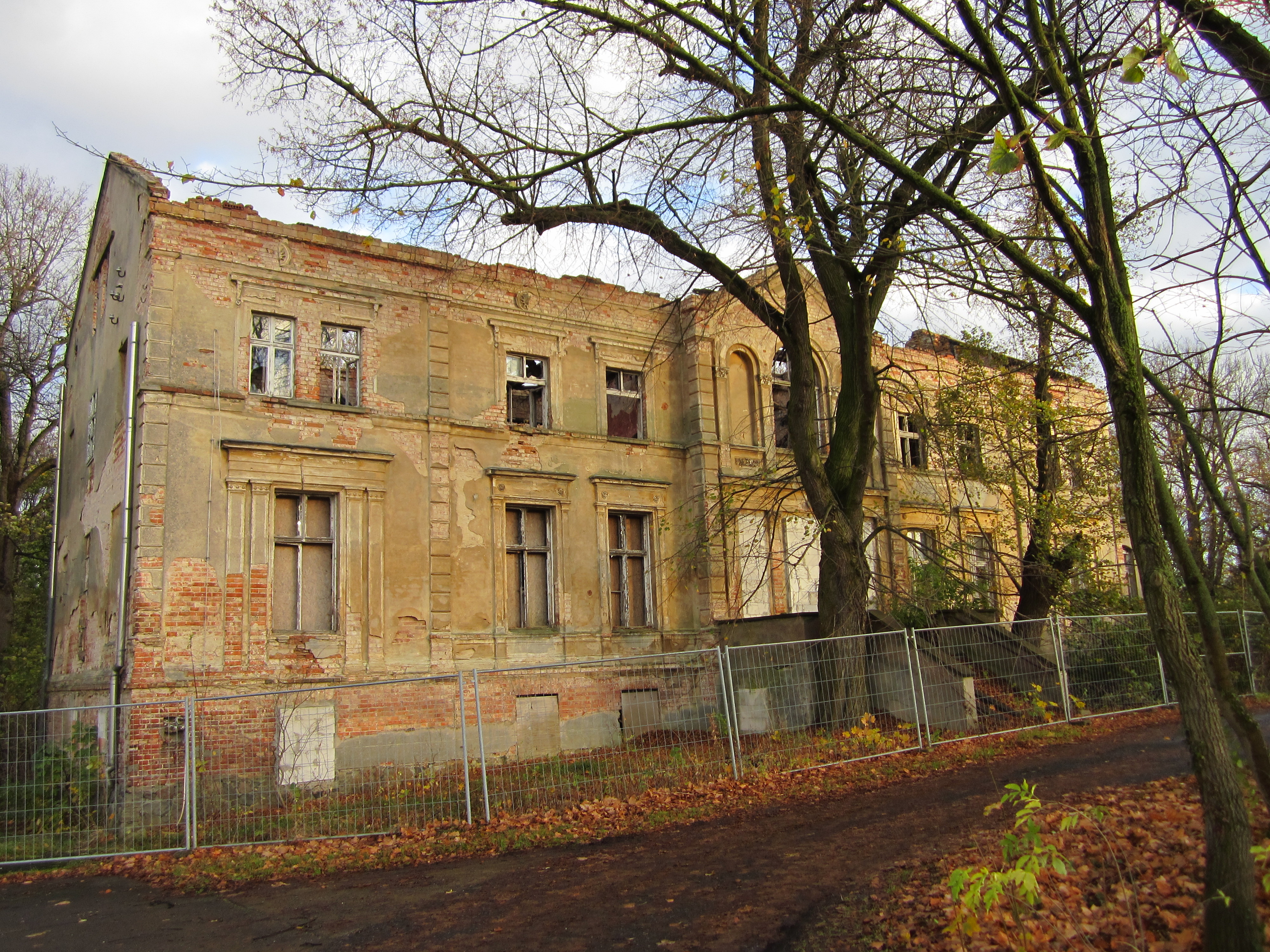
Gutshaus Kliestow, 2012

Um 1850/1860 erbauter unterkellerter zweigeschossiger Putzbau mit Satteldach. Nach 1945 wurde die untere Etage des Gebäudes als Kinderkrippe (linker Flügel), Kindergarten (rechter Flügel hinten) und Schulhort (rechter Flügel Vorderseite) genutzt. Im Obergeschoss befanden sich 3 Mietwohnungen.
In der Nacht vom 11. zum 12. August 2005 wurde das Gebäude durch einen Brand stark in Mitleidenschaft gezogen. Das Feuer, das auf dem Dachboden wütete, konnte nur bedingt durch die Feuerwehr bekämpft werden, da das Gebäude aufgrund der Baufälligkeit nicht betreten werden konnte und die großen Dachblechplatten selbst verhinderten, dass das Wasser das Feuer erreichte. Erst in den frühen Morgenstunden gelang es der Freiwilligen Feuerwehr Kliestow mit Unterstützung der Berufsfeuerwehr der Stadt Frankfurt (Oder) und weiterer Ortsteilfeuerwehren, das Feuer unter Kontrolle zu bringen. Bis zum heutigen Tag gelang es weder dem Eigentümer, noch der Stadt Frankfurt (Oder), das Dach des unter Denkmalschutz stehenden Gebäudes zu reparieren.

### Wohnstallhaus

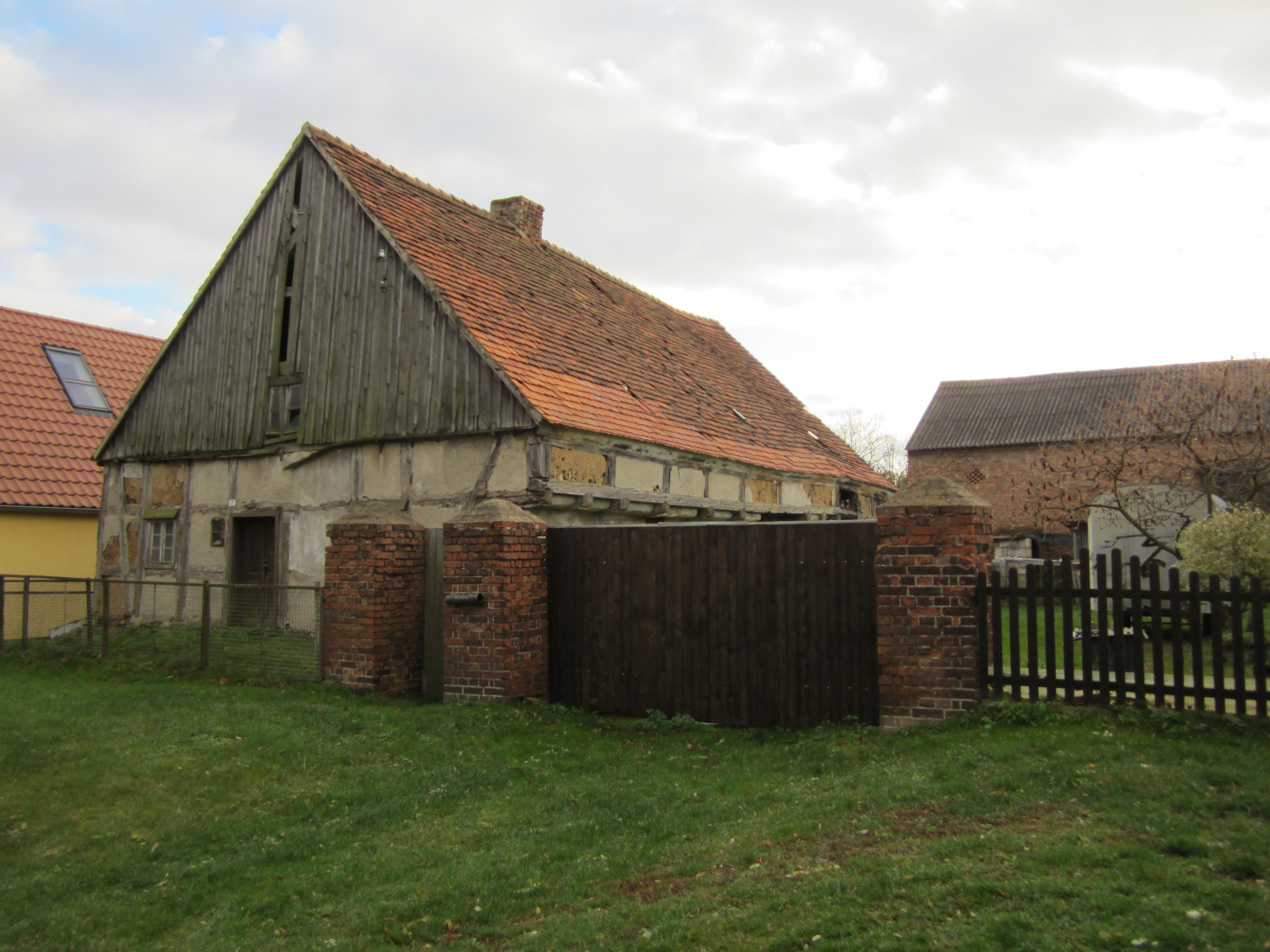
Baudenkmal Wohnstallhaus im Kliestower Winkelweg, 2012

Im Winkelweg gegenüber der alten Schule befindet sich dieses in der ersten Hälfte des 18. Jahrhunderts errichtete Märkische Mittelflurhaus. Das Lehmfachwerkhaus mit Satteldach gehört zu den ältesten Wohnstallhäusern in Brandenburg und verfällt ungenutzt zusehends.

### Mehrfamilienhaus mit Nebengebäude für Grubenarbeiter
Am südöstlichen Dorfrand am alten Bahndamm entstand 1898 das sogenannte Grubenhaus mit Toilettenhaus und Stall. Ursprünglich für die Grubenarbeiter der Grube „Vaterland“ errichtet, wurde es später von Eisenbahnerfamilien bewohnt.

## Wirtschaft und Infrastruktur

### Verkehr
Kliestow liegt an der Bundesstraße 5, die von Berlin kommend nach Frankfurt (Oder) weiterführt. Der nächstgelegene Bahnhof befand sich im zwei Kilometer entfernten zur Stadt Frankfurt (Oder) gehörenden Ortsteil Booßen. Nach Kliestow fahren die Buslinie 981 aus Frankfurt (Oder) und die Linie 967 aus Müncheberg.